# Иоанн Скиф
Иоа́нн Скиф (лат. Iohannes Scytha, др.-греч. Ἰωάννης ὁ Σκύθης) — восточноримский полководец и политик конца V века.
Иоанн был офицером восточноримской армии. В 482 году в качестве военного магистра или комита по военным делам он был отправлен в Иллирию вместе с Мосхианом бороться с остготами Теодориха Амала.
В 483 году император Зенон решил избавиться от своего военного магистра Востока (главнокомандующего всеми вооруженными силами) Илла, заменив его на Иоанна.
В 484 году Илл поднял восстание против Зенона и провозгласил императором государственного служащего Леонтия. Иоанн и Теодорих с большим войском разгромил Илла и Леонтия близ Антиохии в сентябре того же года. Илл и Леонтий бежали в Исаврию и заперлись в крепости Папурий. Иоанн осадил крепость, в конце 484 году он захватил и убил Трокунда, брата Илла, который выбрался из крепости искать подкрепления. Осада продолжалась до 488 года, когда крепость пала из-за предательства. Илл и Леонтий были казнены.
Во время правления императора Анастасия I Иоанн принимал участие в Исаврийской войне (492—498 годы), командуя армией вместе с Иоанном Горбуном. Он был одним из восточноримских военачальников в битве при Котее в 492 году, а в 497 году победил исавров, захватил и убил их вождей Лонгина из Кардалы и Афенодора, а их головы отправил в Константинополь.
Анастасий был очень доволен победой в войне и наградил своего полководца: Иоанн Скиф был назначен консулом в 498 году.